# Hammer Klavier Trio
Hammer Klavier Trio — немецкий джазовый коллектив, образованный в 2002 году в Гамбурге музыкантами Борисом Нецветаевым (фортепиано, клавишные), Филиппом Стином (контрабас, бас-гитара) и Каем Буссениусом (ударные).
Известный немецкий журнал «Jazzthetik» охарактеризовал стиль Hammer Klavier Trio как «прямолинейный джаз, что-то между Монком и The Bad Plus». Группа использует как акустические, так и электронные инструменты.
Первый альбом Hammer Klavier Trio Now I Know who Shot JFK был выпущен швейцарской фирмой Altrisuoni в 2008 году.
30 октября 2010 года группа выступила на фестивале «Überjazz» в Гамбурге. «Ассоциация джазовых журналистов» выдвинула видеозапись с этого концерта в кандидаты на приз «лучший джазовый видеоролик года». Среди кандидатов были также видеофильмы о таких музыкантах, как Сонни Роллинз и Генри Тредгилл. Не только специальная пресса, но и известный немецкий еженедельный журнал «Der Spiegel» сообщили об этом, как о «маленькой сенсации». Группа получила приглашение от президента «Ассоциации джазовых журналистов» Говарда Манделя, приехать в Нью-Йорк и сыграть на гала-церемонии вручения призов ассоциации, что привело к целому ряду выступлений в различных клубах в Нью-Йорке.

## Дискография
- Now I Know who Shot JFK (Altrisuoni, 2008)
- Rocket in the Pocket (Jan Matthies Records, 2012)